# Emil Kotrba

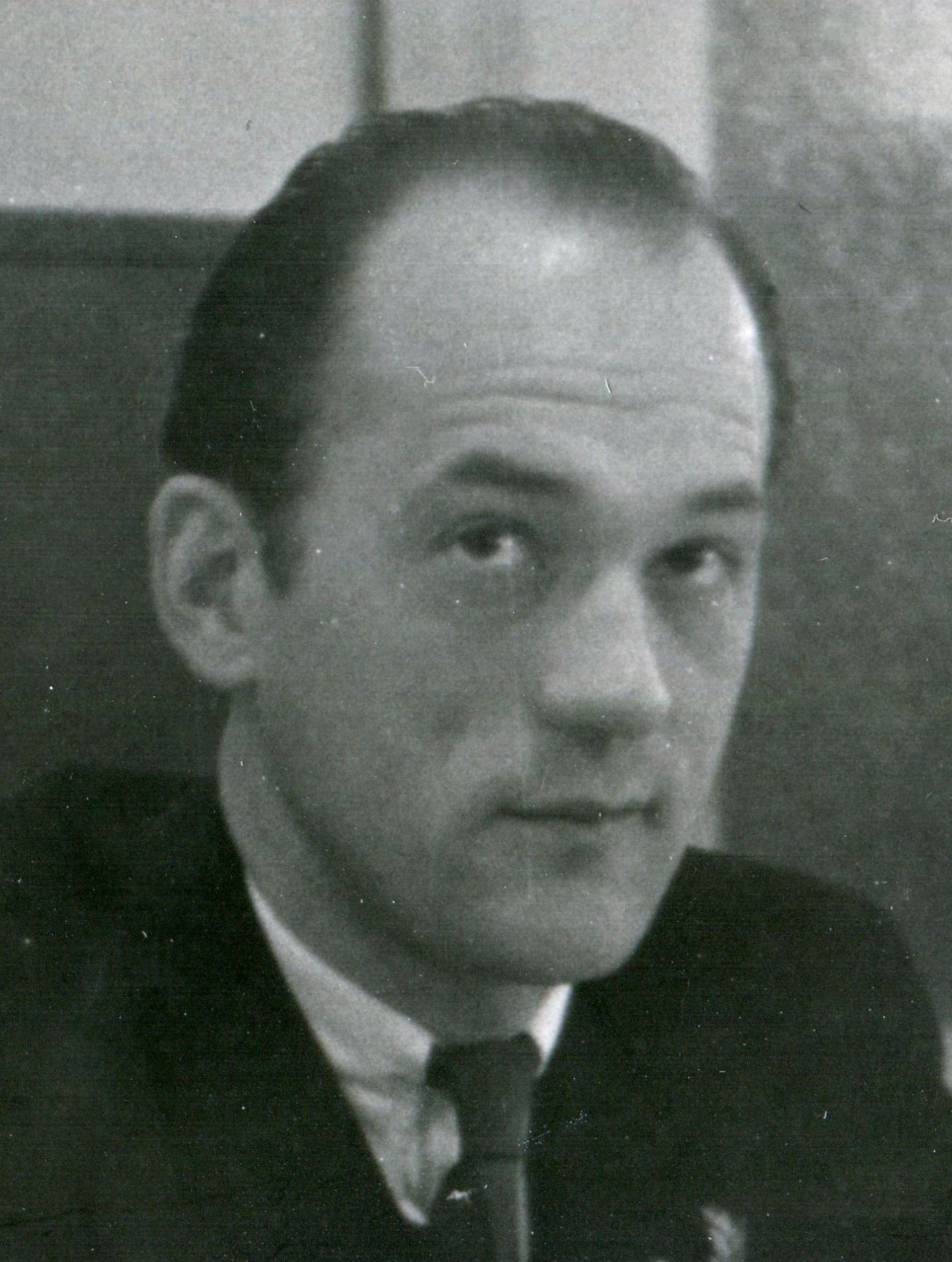

Emil Kotrba (* 22. Februar 1912 in Znaim; † 21. Februar 1983 in Prag) war ein tschechischer Maler, Grafiker und Zeichner. Kotrba galt in den 1960er und 1970er Jahren als einer der weltweit besten Pferdemaler. Der Künstler lebte als freischaffender Maler und Grafiker bis zu seinem Tod in Prag. Er ist auf dem Friedhof in Prag-Dejvice U Matěje begraben.

## Leben
Kotrba ist der Sohn eines Gerbers in Znaim. Ab 1927 studierte er an der Kunstgewerbeschule für Grafik bei Petr Dillingr in Brünn. Besonders interessierte er sich für die Anatomie der Tierkörper. Deshalb hörte er als externer Student Vorlesungen für Anatomie der Tiere bei Kolda an der Universität für Veterinärmedizin in Brünn, wo er die Hochschullehrer Karl Pardubský und Antonín Hruza kennenlernte. Pardubský war auch derjenige, der ihn finanziell unterstützte, als Kotrba von 1931 bis 1937 an der Akademie der Bildenden Künste in Prag bei Professor Tavik František Šimon studierte.
Zu dieser Zeit traf Kotrba den Maler Max Švabinský, der sein langjähriger Mentor wurde. 1936 wird er zum besten Schüler der Kunstakademie ernannt.
Nach seinem Studium unternahm Kotrba Bildungsreisen nach Italien, Deutschland und Frankreich. Nach seiner Rückkehr lehrte er an der Rotter-Fachschule für Werbung in Prag Zeichnen und im Besonderen Aktzeichnen. Ab 1942 war er sein Leben lang als freischaffender Künstler in Prag tätig.
1941 heiratete er Jana, geb. Drvotová, und bekam 1945 den Sohn Jan und 1951 die Tochter Daniela.
Viele Jahre war Kotrba ein aktiver Reiter, Trainer und Schiedsrichter bei Reitveranstaltungen mit Kontakten auf Gestüten, Landwirtschafts- und Zuchtanlagen und Stadien in Böhmen, Mähren und in der Slowakei.

## Arbeit
Während seiner Studienreisen und Aufenthalte auf Gestüten entstanden außer Hunderten von Skizzen auch große Ölgemälde, Aquarelle, Zeichnungen, Gouachen und Holzschnitte. Kotrba hat mit dem Holzschnitt den künstlerischen Weg betreten. Obwohl er dieser Technik sein Leben lang treu geblieben ist, liegt seinem impulsiven Charakter besonders die Technik der Lithographie. Lithographische Werke mit dem Motiv des Pferdes zeigen am deutlichsten die persönliche Note Kotrbas. Der Ausdruck und die Bewegungen der Pferde spiegeln die menschlichen Stimmungen und Empfindungen wider: Liebe, Mutterliebe, Hass, Leidenschaft, Zuneigung, Rivalität, Trauer, Todesangst etc. Sein Werk umfasst mehr als 900 – oft mehrfarbige – Lithographien.
Kotrba gehört zu den wichtigsten tschechischen Künstlern für Ex-Libris. Er hat sicher mehr als 750 Ex-Libris geschaffen. Mit dieser Kunsttechnik ist er in Europa bekannt geworden.
An der Spanischen Hofreitschule fertigte er Zeichnungen der sechs Lipizzaner-Hengststämme an.
Kotrba war langjähriger Illustrator des Magazins „Unsere Zucht“. Er wurde Autor von Plakaten und Einladungen zu Veranstaltungen wie Reittage, Tierausstellungen und Pferderennen.

## Ausstellungen
Seine erste Ausstellung hatte Kotrba 1933 in Znaim, später oft auch in Prag. Ausstellungen im Ausland waren u. a. in: Antwerpen, Amsterdam, Brüssel, Cannes, Celle, Hamburg, Helsinki, Leipzig, London, Padua, Paris, Rom, St. Niklaas-Waas, Stockholm, Vilnius, Wien und in vielen anderen Städten.

## Auszeichnungen
- 1943: Vereinigung der tschechischen Grafiker Hollar; Erster Preis für seine Serie von Lithographien zur Aeneis von Vergil.
- 1969: Pešin Medaille der Hochschule für Veterinärmedizin in Brünn.
- 1978: Taufer Medaille von der Universität für Veterinärmedizin in Brünn.